# Saint-Léonard-des-Bois
Saint-Léonard-des-Bois è un comune francese di 541 abitanti situato nel dipartimento della Sarthe nella regione dei Paesi della Loira.
Anticamente chiamato Vandoeuvre, venne rinomimato in onore di un santo eremita locale vissuto nel 500.

## Società

### Evoluzione demografica
Abitanti censiti